# Nana del Bover II
Bover II o Boo II és una galàxia nana esferoïdal situada a la constel·lació del Bover descoberta el 2007 en les dades obtingudes per l'Sloan Digital Sky Survey. La galàxia és localitza a una distància d'aproximadament 42 kpc del Sol i s'hi mou cap al Sol amb una velocitat de 120 km/s. És classificada com a galàxia nana esferoïdal (dSph) és a dir, té una forma aproximadament rodona amb un radi llum mitjà d'uns 51 pcs.
Bover II és un dels satèl·lits més petits i dèbils de la Via Làctia; la seva lluminositat integrada és aproximadament 1.000 vegades més gran que la del Sol (magnitud absoluta visible aproximadament a -2,7), molt inferior a la lluminositat de la majoria de cúmuls globulars. No obstant això, la massa de la galàxia és substancial corresponent a una relació massa/lluminositat de més de 100.
La població estel·lar de Bover II consisteix principalment en estrelles moderadament antigues formades fa 10–12 mil milions d'anys. La metal·licitat d'aquestes estrelles velles és baixa, de [Fe/H] = - 1,8, el que significa que contenen elements 80 vegades menys pesants que el Sol. Actualment no hi ha formació estel·lar a Bover II. Fins ara, les mesures no han detectat hidrogen neutre: el límit superior és de només 86 masses solars.

Bover II s'hi troba a només 1,5 graus (~ 1,6 kpc) de distància d'una altra galàxia nana: Bover, encara que és poc probable que s'associen físicament perquè es mouen en direccions oposades respecte a la Via Làctia. La seva velocitat relativa: uns 200 km/s és massa alta. És més probable que estiga associada amb el corrent de Sagitari i, per tant, amb la galàxia el·líptica nana de Sagitari (SagDEG). Bover II pot ser una galàxia satèl·lit de SagDEG o un dels seus cúmuls estelats arrencats de la galàxia principal fa 4-7 bilions d'anys.